# Сокул (Мазовецьке воєводство)
Сокул (пол. Sokół) — село в Польщі, у гміні Соболев Ґарволінського повіту Мазовецького воєводства.
Населення — 442 особи (2011).
У 1975-1998 роках село належало до Седлецького воєводства.

## Демографія
Демографічна структура станом на 31 березня 2011 року:
|          | Загалом | Допрацездатний вік | Працездатний вік | Постпрацездатний вік |
| -------- | ------- | ------------------ | ---------------- | -------------------- |
| Чоловіки | 215     | 53                 | 136              | 26                   |
| Жінки    | 227     | 60                 | 123              | 44                   |
| Разом    | 442     | 113                | 259              | 70                   |